# Julián López Viota
Julián López Viota (12 de febrero de 1878 - 5 de diciembre de 1944) fue un militar español.

## Biografía
Ingresó en el Ejército el 26 de agosto de 1892, comenzando su carrera militar. Especializado en el arma de artillería, llegó a intervenir en la Guerra de África. A lo largo de su carrera ocupó diversos destinos y recibió varias condecoraciones. Ascendió al rango de general de brigada el 3 de abril de 1934.
En julio de 1936 ostentaba el mando de la 2.ª Brigada de Artillería, con base en Sevilla. También ostentaba el cargo de gobernador militar de la plaza de Sevilla. López Viota era conocedor de la conspiración contra el gobierno republicano, dado que los conspiradores de la guarnición sevillana se habían puesto en contacto con él. A pesar de profesar ideas derechistas, declinó unirse a la prevista sublevación por considerar que no tenía posibilidades de triunfo. A pesar de tener conocimiento de la conspiración, no lo comunicó ni al gobernador civil ni al gobierno central. El 18 de julio, después de que la guarnición de Melilla se hubiese sublevado, el general Queipo de Llano y otros oficiales sublevados se presentaron en el cuartel general de la II División Orgánica. López Viota fue arrestado junto a José Fernández de Villa-Abrille y otros oficiales de la división, sin que estos ofrecieran resistencia. Queipo de Llano llegó a ofrecerle a López Viota la posibilidad de unirse a la rebelión, pero este declinó el ofrecimiento.
A partir de aquel momento Queipo de Llano se hizo con el control de la II División, y lideró la sublevación militar en Sevilla.
Los sublevados encarcelaron a López Viota y posteriormente pasaría a la segunda reserva.